# Dario Ulrich
Dario Ulrich (* 12. März 1998 in Schwyz) ist ein Schweizer Fussballspieler.

## Karriere

### Verein
Ulrich begann seine Laufbahn beim FC Ägeri und in der Nachwuchsauswahl des Kantons Zug Team Zugerland, bevor er in die Jugend des FC Luzern wechselte. Im März 2015 wurde er in das Kader der zweiten Mannschaft befördert, für die er bis Saisonende fünf Partien in der viertklassigen 1. Liga absolvierte. Ab November 2015 avancierte er zum Stammspieler der FCL-Reserve und kam 2015/16 zu 17 Einsätzen in der vierthöchsten Schweizer Spielklasse, wobei er vier Tore schoss. In der folgenden Spielzeit verpasste er lediglich drei der 26 regulären Ligapartien und traf dabei fünfmal. In den anschliessenden Play-offs um den Aufstieg schied die zweite Mannschaft der Innerschweizer in der 1. Runde aus. Nach vier weiteren Spielen für Luzern in der 1. Liga, in denen er zwei Treffer erzielte, wechselte Ulrich Ende August 2017 auf Leihbasis zum FC Winterthur. Im September 2017 gab er beim 1:1 gegen den FC Chiasso sein Profidebüt in der zweitklassigen Challenge League, als er in der 67. Minute für Karim Gazzetta eingewechselt wurde. Für den FCW bestritt er bis Saisonende 18 Ligaspiele, wobei er meist eingewechselt wurde. Zudem kam er siebenmal für die zweite Mannschaft in der 1. Liga zum Einsatz und traf dabei einmal. Nach Leihende schloss er sich im Sommer 2018 leihweise dem Winterthurer Ligakonkurrenten SC Kriens an. In seiner ersten Spielzeit in Kriens spielte er 27-mal für den Aufsteiger in der Challenge League und schoss dabei ein Tor. Er fungierte erneut meist als Joker. Im Sommer 2019 wurde er vom SC Kriens fest verpflichtet. In der Folgesaison etablierte sich der Mittelfeldspieler als Stammspieler und stand häufig in der Startelf. Er kam zu 33 Ligapartien, in denen er zwei Treffer erzielte. In seiner dritten Spielzeit bei den Grün-Weissen absolvierte er 31 Spiele in der zweithöchsten Schweizer Spielklasse, wobei er zwei Tore schoss. Im Sommer 2021 wechselte Ulrich zum Super-League-Absteiger FC Vaduz nach Liechtenstein. Er unterschrieb einen Dreijahresvertrag. In den folgenden beiden Saisons gewann er mit der Mannschaft jeweils den Liechtensteiner Cup. Im Sommer 2023 kehrte er zu seinem ehemaligen Verein FC Luzern in der Super League zurück. Dort konnte er sich jedoch nicht dauerhaft durchsetzen und schloss sich Anfang 2025 dem Ligakonkurrenten FC Winterthur an.

### Nationalmannschaft
Ulrich bestritt zwischen 2012 und 2014 insgesamt 19 Spiele für diverse Schweizer Jugendnationalmannschaften.

## Erfolge
- Liechtensteiner Cup: 2022, 2023